# Dariusz Białkowski
Dariusz Bialkowski né le 16 juillet 1970 à Białogard, est un kayakiste polonais pratiquant la course en ligne. Il est le mari d'Aneta Michalak.

## Palmarès

### Jeux olympiques
- 1992 à Barcelone,  Espagne
  -  Médaille de bronze en K-2 1000 m
- 2000 à Sydney,  Australie
  -  Médaille de bronze en K-4 1000 m[1].

### Championnats du monde
- 1995 à Duisbourg,  Allemagne
  -  Médaille de bronze en K-2 1000 m
  -  Médaille de bronze en K-4 500 m
  -  Médaille de bronze en K-4 1000 m

- 1997 à Dartmouth,  Canada
  -  Médaille de bronze en K-2 1000 m

### Championnats d'Europe
- 1997 à Zagreb,  Croatie
  -  Médaille d'or en K-4 1000 m
  -  Médaille d'argent en K-2 1000 m

- 2004 à Poznań,  Pologne
  -  Médaille de bronze en K-4 1000 m